# Zumúrrud Khatun
|  | Aquest article tracta sobre l'esposa d'un califa abbàssida. Si cerqueu la mare de tres emirs búrides, vegeu «Zomorrod Khatun». |

Zumúrrud Khatun —àrab: زمرد خاتون, Zumurrud Ḫātūn— (? - gener o febrer del 1203) fou una esclava turca, esposa del califa abbàssida al-Mústadi i mare del califa an-Nàssir (1180-1225). Va intercedir en el seu fill a favor dels hanbalites, als quals el seu espòs al-Mústadi ja havia afavorit. Va fer nombroses obres de caritat i va gastar diners en edificacions religioses. Durant el pelegrinatge es diu que donava al dia 300.000 dinars en almoina o obres públiques.